# اندرو برکین
اندرو برکین (انگلیسی: Andrew Birkin؛ زادهٔ ۹ دسامبر ۱۹۴۵) هنرپیشه، فیلم‌نامه‌نویس، و کارگردان اهل بریتانیا است.
از فیلم‌ها یا برنامه‌های تلویزیونی که وی در آن نقش داشته است می‌توان به نام گل سرخ، پیام‌آور: داستان ژاندارک، دزد دریایی اشاره کرد.